# ورزشگاه باشاق‌شهر فاتح تریم
ورزشگاه باشاک‌شهر فاتح تریم (ترکی استانبولی: Başakşehir Fatih Terim Stadyumu) یک باشگاه فوتبال در شهر استانبول، ترکیه است.
این ورزشگاه که در سال ۲۰۱۴ تأسیس شده دارای ۱۷٬۸۰۱ نفر ظرفیت دارد و ورزشگاه خانگی باشگاه فوتبال استانبول باشاک‌شهر است.